# Mukike
Mukike är en kommun i Burundi. Den ligger i provinsen Bujumbura Rural, i den centrala delen av landet, 26 km sydost om Burundis största stad Bujumbura.